# Нартовский
Нартовский — посёлок в Приволжском районе Астраханской области России. Входит в состав Яксатовского сельсовета. Население 424 человек (2010), 78 % из них — казахи.

## История
В 1969 г. Указом Президиума ВС РСФСР посёлок молочнотоварной фермы № 1 колхоза «Заветы Ильича» переименован в Нартовский.

## География
Нартовский расположен в юго-западной части Прикаспийской низменности на правом берегу реки Кизань. Абсолютная высота 23 метров ниже уровня моря.

## Население
| 2002 | 2010 |
| ---- | ---- |
| 349  | ↗424 |

Национальный и гендерный состав
По данным Всероссийской переписи в 2010 году, численность населения составляла 424 человек (187 мужчин и 237 женщин, 44,1 и 55,9 %% соответственно).
| Национальность | Численность (2002) | Процент |
| -------------- | ------------------ | ------- |
| Казахи         | 273                | 78,22%  |
| Русские        | 49                 | 14,04%  |
| Туркмены       | 14                 | 4,01%   |
| Татары         | 13                 | 3,72%   |
| Всего          | 349                | 100%    |

| Национальность | Численность (2010) | Процент |
| -------------- | ------------------ | ------- |
| Казахи         | 326                | 76%     |
| Русские        | 48                 | 11,2%   |
| Татары         | 23                 | 5,4%    |
| Туркмены       | 20                 | 4,7%    |
| Аварцы         | 6                  | 1,4%    |
| Не указана     | 6                  | 1,4%    |
| Всего          | 429                | 100%    |

## Инфраструктура
Развито сельское хозяйство. В советское время действовал колхоз «Заветы Ильича»

## Транспорт
Остановка общественного транспорта «Нартовский»